# Karsten Nissen
Karsten Hansen Nissen (født 10. september 1946 i Haderslev) er en dansk cand.theol. og var fra 1996 til 2014 den 43. biskop over Viborg Stift.

## Karriere

### 1971 – 1996
Karsten Nissen blev uddannet cand.theol. i 1971 fra Aarhus Universitet og blev senere samme år kandidatstipendiat ved Kirkernes Verdensråd i Genève. Ved siden af opgaverne i verdensrådet blev Nissen ordineret som hjælpepræst ved den danske menighed i byen.
Efter opholdet i Schweiz tog Nissen hjem til Danmark, hvor han fik Aarhus Universitets guldmedalje for den prisafhandling, han forfattede ved Kirkernes Verdensråd. I perioden 1972-74 var han fast tilknyttet universitet som adjunkt.
Han søgte og fik i 1974 stillingen som sognepræst i Assing Sogn i Kibæk. I 1978 forlod Nissen stillingen som præst og flyttede til Aarhus, hvor han blev ansat som forstander for Diakonhøjskolen. I alt 8 år var han på højskolen og forlod den i 1986.
Nissen vendte tilbage til folkekirken i 1986, da han blev ansat som sognepræst i Viborg Domkirke samt provst for Viborg Domprovsti og domprovst over Viborg Stift. I disse stillinger arbejdede han i 10 år.

### Biskop
Da den siddende biskop for Viborg Stift, Georg S. Geil, pludselig døde i februar 1996 skulle der vælges en ny biskop. Karsten Nissen valgte at opstille ved bispevalget. Han fik 2/3 af stemmerne og blev den 43. biskop i Viborg. Nissen med familie skiftede derefter embedsbolig fra Domprovstegården til Bispegården få hundrede meter derfra.
I 2010 blev Nissen Kommandør af Dannebrog.
Nissen offentliggjorde 20. marts 2014, at han havde sendt sin afskedsansøgning til Dronningen, da han ønskede at lade sig pensionere ved udgangen af september samme år. På dette tidspunkt havde han været biskop i 18 år. Derefter blev der udskrevet bispevalg imellem fire kandidater. Karsten Nissens afløser, Henrik Stubkjær, tiltrådte 1. november, og blev viet til embedet ved bispevielse den 23. november i Viborg Domkirke.

### Tillidshverv
- Medlem af Den danske Folkekirkes mellemkirkelige Råd (1970-1994)
- Medlem af Det Økumeniske Råd (1971-2002
- Formand for Det Økumeniske Råd (1998-2002).
- Medlem af Det Lutherske Verdensforbunds Eksekutivkomité (1984-97)
- Medlem af repræsentantskabet for Kristeligt Dagblad (1989-?)
- Bestyrelsesmedlem for Det Danske Bibelselskab (1996-?)
- Bestyrelsesmedlem for Nørre Nissum Seminarium (1996-2001)
- Bestyrelsesmedlem i Folkekirkens Nødhjælp (?)
- Formand for Optagelseshjemmet Møltrup (2002-?)
- Næstformand for Grænseforeningen (2005-?)
- Bestyrelsesformand for Højskolen Østersøen (2019-2020)

## Privat
Nissen voksede op i et åbent indremissionsk miljø i Haderslev. Faderen arbejdede som forretningsfører i samme andelsboligforening, hvor de boede, mens moderen beskæftigede sig med litteratur. Han mødte sin hustru Aase Bech Nissen i 1963, og i 1967 blev de gift. De har tre børn og tre børnebørn.
Fra 1986 til 2014 var Nissen og hustru bosat i Viborg. Da han i september 2014 forlod bispesædet og Bispegården, flyttede familien tilbage til Haderslev. Nu bor han i Aabenraa.